# Emil Gargorov
Emil Gargorov (Sofía, Bulgaria, 15 de febrero de 1981), futbolista búlgaro. Juega de volante y su actual equipo es el FC Vitosha Bistritsa de Bulgaria. 

## Selección nacional
Ha sido internacional con la selección de fútbol de Bulgaria, ha jugado 22 partidos internacionales y ha anotado 3 goles.

## Clubes
| Club                          | País     | Año       |
| ----------------------------- | -------- | --------- |
| Lokomotiv Sofia               | Bulgaria | 1998-2002 |
| CSKA Sofia                    | Bulgaria | 2002-2006 |
| RC Strasburgo                 | Francia  | 2006-2010 |
| CSKA Sofia (cedido)           | Bulgaria | 2008      |
| FC Universitatea Craiova      | Rumania  | 2010-2011 |
| CSKA Sofia                    | Bulgaria | 2011      |
| PFC Ludogorets Razgrad        | Bulgaria | 2011-2013 |
| CSKA Sofia                    | Bulgaria | 2013-2014 |
| Shijiazhuang Ever Bright F.C. | China    | 2014      |
| Lokomotiv Sofia               | Bulgaria | 2015      |
| PFC Lokomotiv Plovdiv         | Bulgaria | 2015-2016 |
| PFC Beroe Stara Zagora        | Bulgaria | 2016      |
| FC CSKA 1948 Sofia            | Bulgaria | 2017-2018 |
| FC Vitosha Bistritsa          | Bulgaria | 2019-     |

## Palmarés

### Campeonatos nacionales
| Título                            | Club                        | País     | Año     |
| --------------------------------- | --------------------------- | -------- | ------- |
| Liga Profesional de Bulgaria      | CSKA Sofia                  | Bulgaria | 2003    |
| Liga Profesional de Bulgaria      | CSKA Sofia                  | Bulgaria | 2005    |
| Copa de Bulgaria                  | CSKA Sofia                  | Bulgaria | 2006    |
| Liga Profesional de Bulgaria      | CSKA Sofia                  | Bulgaria | 2008    |
| Primera Liga de Bulgaria          | P. F. C. Ludogorets Razgrad | Bulgaria | 2011-12 |
| Copa de Bulgaria                  | P. F. C. Ludogorets Razgrad | Bulgaria | 2011-12 |
| Supercopa de Bulgaria             | P. F. C. Ludogorets Razgrad | Bulgaria | 2012    |
| Primera Liga de Bulgaria          | P. F. C. Ludogorets Razgrad | Bulgaria | 2012-13 |
| Copa de la Liga de Fútbol Amateur | FC Vitosha Bistritsa        | Bulgaria | 2022    |